# Peter Wibrån
Peter Wibrån (* 23. März 1969 in Växjö) ist ein ehemaliger schwedischer Fußballspieler und heutiger Assistenztrainer in Diensten von Östers IF.

## Verein
Der Mittelfeldspieler begann in der Jugend des IFK Lammhults das Fußballspielen und wechselte über die Stationen Vederslöv-Dänningelanda und Östers IF zum Erstligisten Helsingborgs IF.
Zur Saison 1998/99 wechselte Wibrån zum FC Hansa Rostock in die 1. Bundesliga. Für die Hanseaten absolvierte er fünf Spielzeiten in der höchsten deutschen Spielklasse und kam zu insgesamt 137 Bundesliga- sowie zehn DFB-Pokaleinsätzen. Dabei erzielte er 15 Liga- und zwei Pokaltore.
Im Sommer 2003 wechselte Wibrån in seine schwedische Heimat zu Östers IF und beendete im Januar 2007 seine Karriere. Zum Ende der Saison 2007 kehrte Wibrån noch einmal zur Mannschaft zurück und absolvierte als Ergänzungsspieler vier Ligaspiele, in denen er den Abstieg in die dritte Liga jedoch nicht mehr verhindern konnte.
Seit seinem Karriereende beobachtet Wibrån als freier Scout den skandinavischen Fußball für den FC Hansa Rostock und berät den Verein bei der Suche nach jungen Talenten aus Schweden.

## Nationalmannschaft
Wibrån spielte zwischen 1995 und 1997 zehnmal für die Schwedische Fußballnationalmannschaft. Sein Debüt gab er am 10. Juni 1995 beim 2:2 gegen Japan in Nottingham. Ein Tor gelang ihm in der Nationalmannschaft nicht.

## Trainer
Nach seiner Zeit als aktiver Spieler übernahm Wibrån bei Östers IF das Amt eines Assistenztrainers.